# زلدا سیرز
زلدا سیرز (انگلیسی: Zelda Sears؛ ‏ ۲۱ ژانویهٔ ۱۸۷۳ – ۱۹ فوریهٔ ۱۹۳۵) بازیگر، نویسنده اهل ایالات متحده آمریکا بود.
از فیلم‌هایی که وی در آن‌ها نقش داشته است، می‌توان به خوشبختی، اما، کاهش، سیاست، فرود و فراز سوزان لنوکس و زن مطلقه اشاره نمود.